# Maskulinitet
 "Manddom" omdirigeres hertil. For andre betydninger af Manddom, se Manddom (film).
Maskulinitet (også kaldet mandighed og mandlighed og til dels manddom) er en række egenskaber, adfærd og roller associeret med drenge og mænd.

## Ideer om maskulinitet
Maskulinitet er et komplekst og mangefacetteret begreb, der refererer til de træk, adfærd, roller og karakteristika, der traditionelt forbindes med mænd og drenge. Det er stærkt omdiskuteret i hvor høj grad maskulinitet påvirkes af biologi eller sociale kontekster. Her er nogle af de vigtigste ideer om maskulinitet:

### Socialkonstruktivisme
Nogle opfatter maskulinitet som socialt konstrueret. Ifølge denne idé er maskulinitet en socialt konstrueret og kulturelt specifik idé, hvilket betyder, at definitionen af maskulinitet kan variere på tværs af forskellige samfund og historiske perioder. Maskulinitet er ikke det samme som biologisk hankøn, da både hanner og hunner kan udvise maskuline træk. Standarder for mandlighed eller maskulinitet kan variere på tværs af kulturer og historiske perioder. Blandt de træk, der traditionelt anses som maskuline i Vesten er fysisk styrke, mod, uafhængighed, lederskab og selvsikkerhed.

### Biologi
Der findes forskning, der peger på at visse adfærdsmønstre er påvirket af biologien. Den biologiske teori om maskulinitet hævder, at visse aspekter af mandlig adfærd og identitet er påvirket af biologiske faktorer, primært kønshormoner og genetiske egenskaber. Ifølge dette perspektiv har hormoner som testosteron, som er til stede i højere niveauer hos mænd end kvinder, en betydelig indflydelse på udviklingen af adfærd og karakteristika, der traditionelt er forbundet med maskulinitet.

### Evolutionspsykologi
Dette perspektiv hævder, at visse maskuline adfærd og roller har udviklet sig over tid på grund af deres overlevelse eller reproduktive fordele. For eksempel forklares tendensen til, at mænd er mere aggressive eller konkurrencedygtige, nogle gange gennem som et udtryk for naturlig udvælgelse.

## Kritik af maskulinitet
Kritikken af maskulinitet centrerer sig ofte omkring de rigide forventninger og skadelige stereotyper, der opfattes som værende forbundet med traditionelle maskulinitetsbegreber. Disse kritikpunkter kommer fra en række forskellige discipliner og perspektiver, herunder feminisme og kønsstudier. Her er nogle almindelige kritikpunkter:
Machoisme eller macho-maskulinitet opfatter nogle som en form for maskulinitet, der lægger ekstra vægt på magt, og kan associeres med en foragt for konsekvenser og ansvar. Virilitet (fr latin vir, "mand") er ifølge nogle opfattelser relateret til maskulinitet, men lægger særlig vægt på styrke, energi og sexlyst.
Træk, der opfattes som negative, såsom aggressiv opførsel, foragt for sårbarhed og mandschauvinisme kaldes ifølge nogle opfattelser for giftig maskulinitet.